# Norbert Schwientek
Norbert Schwientek (né le 6 mars 1942 à Opole, mort le 22 juin 2011 à Kandern) est un acteur allemand.

## Biographie
Frère aîné de l'acteur Siggi Schwientek, il suit d'abord une formation d'employé de banque. De 1964 à 1967, il prend des cours à l'université d'état de musique et des arts performatifs de Stuttgart.
Il obtient son premier engagement au théâtre de Saint-Gall en 1967 puis de 1968 à 1970 au Zimmertheater Tübingen, de 1971 à 1975 au Theater am Neumarkt à Zurich et de 1975 à 1978 au théâtre de Bâle. De 1978 à 1981, il travaille au théâtre de Brême. Au milieu des années 1980, il appartient au Schauspielhaus de Zurich. De 1989 à 1993, sous la direction de Frank Baumbauer, il revient au théâtre de Bâle.
Par ailleurs, il fait une carrière au cinéma et à la télévision dès la fin des années 1960.

## Filmographie
- 1973 : La Mort du directeur du cirque de puces
- 1974 : Tag der Affen
- 1976 : L'Homme à tout faire
- 1977 : San Gottardo
- 1979 : Schilten
- 1981 : Die Leidenschaftlichen
- 1989 : Passe-passe
- 1989 : La Toile d'araignée
- 1992 : Bellinvitu – Die schöne Einladung
- 1993 : Justice
- 1994 : Le Pandore
- 1995 : Stefanies Geschenk
- 1997 : Le Château
- 1999 : Lilien
- 2000 : Orgienhaus
- 2001 : Thomas Mann et les siens
- 2002 : Big Deal
- 2004 : Verflixt verliebt
- 2004 : La Piqûre du scorpion
- 2005 : Mein Name ist Eugen
- 2006 : Vitus
- 2007 : Marmorera
- 2007 : Paparazzo
- 2009 : Bella Block – Vorsehung

## Source de la traduction
- (de) Cet article est partiellement ou en totalité issu de l’article de Wikipédia en allemand intitulé « Norbert Schwientek » (voir la liste des auteurs).